# Енгалычев, Парфений Николаевич
Князь Парфений Николаевич Енгалычев (1769—1829) — русский писатель, автор популярных книг по медицине; скрипач и композитор, писавший музыку для фортепиано.

## Биография

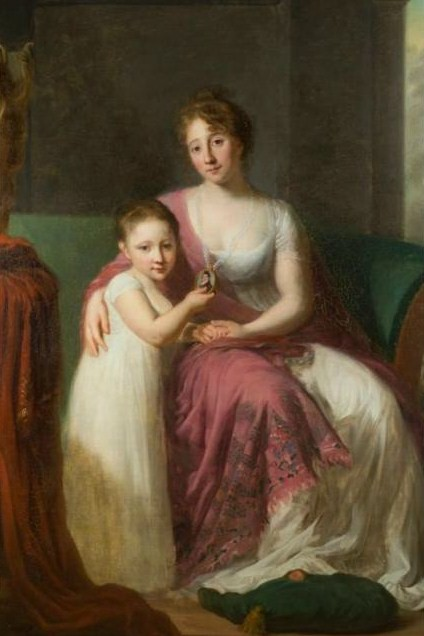
Княгиня Надежда Фёдоровна Енгалычева (1776—1840; жена князя Парфения Енгалычева) с дочерью Александрой (1799—1871)

Представитель русского дворянского рода татарского происхождения Енгалычевых, происходящих от шацких мурз. Сын князя Николая Корнельевича Енгалычева от его брака с Авдотьей Яковлевной Языковой. Родился 30 января (10 февраля) 1769 года.
1 января 1784 года был зачислен вахмистром в лейб-гвардии Конный полк, в 1786 году стал сержантом лейб-гвардии Преображенского полка, 1 января 1792 года выпущен капитаном в армию, 20 апреля 1795 года вышел в отставку. В конце XVIII — начале XIX века — шацкий уездный предводитель дворянства (Тамбовская губерния). Был известен как даровитый скрипач-любитель.
В 1812 году участвовал в сборе пожертвований на нужды русской армии. В конце жизни вернулся в Санкт-Петербург и согласно «Адрес-календарю» за 1825 год служил чиновником по особым поручениям при Министерстве внутренних дел.
Умер от горячки 6 (18) июня 1829 года в Петербурге, похоронен на Волковском православном кладбище.

## Творчество
В молодости был близок к кружку Н. И. Новикова. Позже христианские мотивы потеснили его веру в могущество разума и просвещения. В своих педагогических сочинениях выше всего ценил нравственное, а затем уже физическое воспитание. П. Н. Енгалычев придерживался в воспитании убеждения о преобладании сердца над умом. «Знания делают человека только учёным, а не добрым», благородство же человека определяют христианские добродетели, считал он.
Перевёл с французского повесть де Варжемона «История девицы де Марсан, или Благополучная оспа» (1786). Как повесть, так и предисловие Енгалычева содержат антипросветительские выпады, в частности против «рода прельстителей», которые «под маскою философии проповедуют забвение добродетелей и своими ирониями изгоняют из сердца страх». В предисловии он подчеркнул, что лучше бы надлежало стремиться к образованию сердца, нежели прилагать внешние попечения об обработке разума. Язык перевода довольно тяжеловесен; книга, очевидно, не пользовалась успехом: остатки тиража (321 экз.) в 1808 г. были проданы на вес. Также перевёл «Правила, руководствующие к лучшей нравственности» и др.
Начиная с 1799 года Енгалычев издал несколько книг по медицине и гигиене, одновременно, как правило, затрагивавших проблемы воспитания. Первая из них, «Простонародный лечебник» (1799 г.; 2-е изд. М., 1801) посвящена императору Павлу I, учила «лечиться без лекаря» от самых распространенных болезней простыми средствами — травами, диетой и т. п.
«С французского из разных авторов» Енгалычев скомпоновал книгу «О продолжении человеческой жизни, или Средство, как достигнуть можно здоровой, веселой и глубокой старости» (М., 1802). Книга пользовалась популярностью и неоднократно переиздавалась. На издание 1825 г. в «Северной пчеле» (6.07.1825 г., № 68) появилась скептическая рецензия, предостерегавшая от самолечения и напоминавшая, что Енгалычев не был врачом. Рецензент «Благонамеренного», напротив, счёл книгу полезной и рекомендовал её «добрым и небогатым помещикам, которые <…> имеют отеческое попечение о своих крестьянах», особенно в местностях, где нет «опытных и искусных врачей» (1825, № 22, с. 298). В книге «О физическом и нравственном воспитании с присовокуплением словаря добродетелей и пороков» (СПб., 1824; посвящённой кн. А. Н. Голицыну) многое восходит к идеям Ж.-Ж. Руссо (советы о воспитании детей), есть ссылки на Дж. Локка и М. Монтеня; к книге приложен словарь, касающийся тем нравственности (алчность, корысть и т. п.).
Остальные книги Енгалычева касаются тех же тем. О широкой популярности медицинских сочинений Енгалычева свидетельствуют неоднократные ссылки на них при описании провинциального быта у Н. А. Некрасова в романе «Три страны света» (1848) и в «Осенней скуке» (1856).

## Избранные произведения
- «Простонародный лечебник, содержащий в себе пользование разных часто приключающихся болезней домашними лекарствами без помощи лекаря, и важнейшия наставления о предупреждении оных и хранении своего здравия» (3-е изд., 1808),
- «Русский сельский лечебник» (Москва, 1810);
- «О физическом и нравственном воспитании» (Санкт-Петербург, 1824);
- «О продолжении человеческой жизни» (4-е изд., Санкт-Петербург, 1825—1826);
- «Словарь физического и нравственного воспитания» (Санкт-Петербург, 1827);
- «О физическом и нравственном воспитании» (СПб., 1824),
- «Словарь добродетелей и пороков» (СПб., 1828).

### Музыка
- Русская песня с вариациями для фортепиано ор. 3 (на тему «Я птичкой быть желаю») (ок. 1819)